# 1534 Näsi
Az 1534 Näsi (ideiglenes jelöléssel 1939 BK) a Naprendszer kisbolygóövében található aszteroida. Yrjö Väisälä fedezte fel 1939. január 20-án, Turkuban.